# Чараймаки

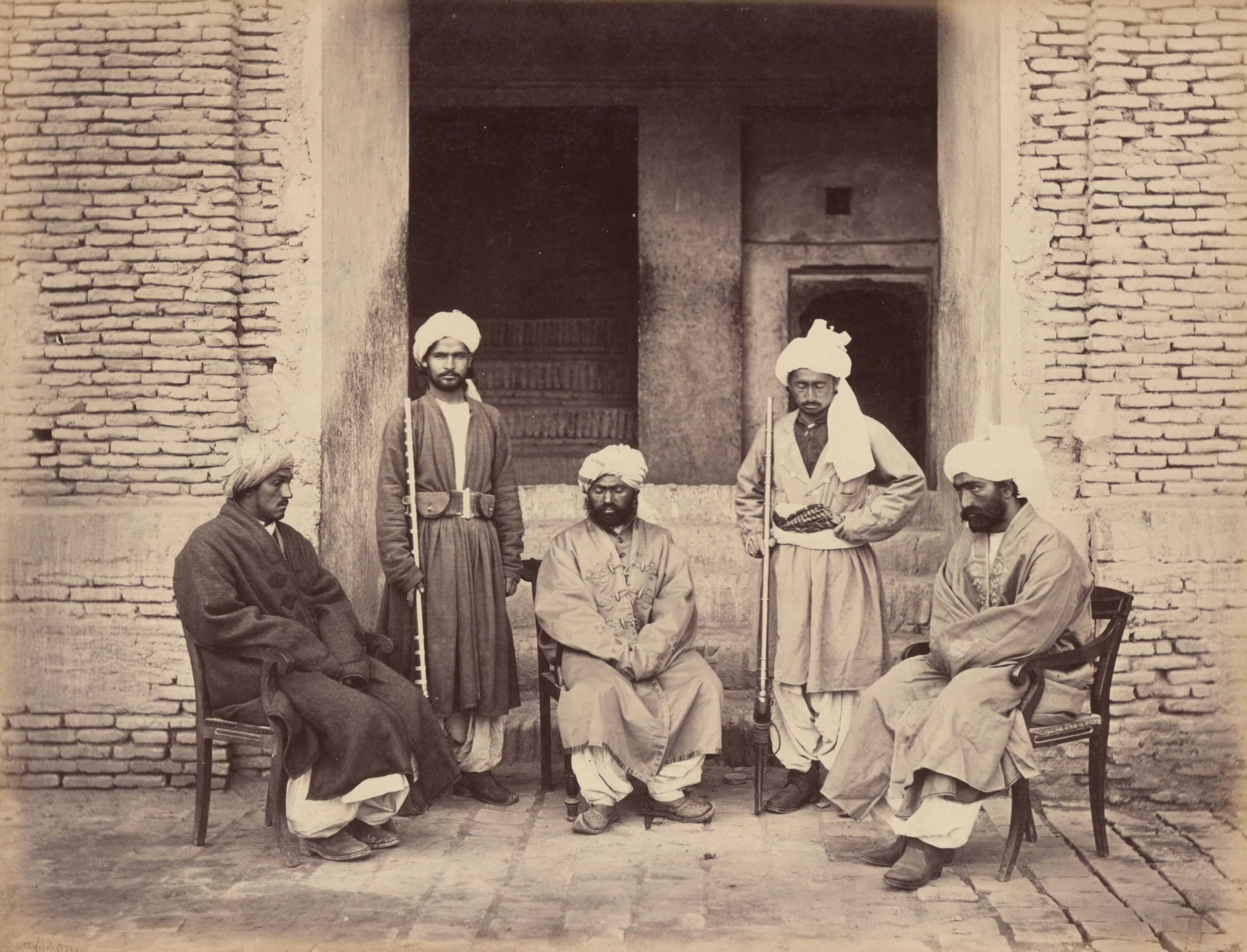
Представители племени теймури.

Карта ЦРУ, показывающая территорию проживания этнических групп и подгрупп в Афганистане, 2005 г.

Чарайма́ки (дари چار‌ایماق «четыре племени») — совокупность ираноязычных племенных групп (джемшиды, фирузкухи, таймани, теймури), проживающих на северо-западе Афганистана и северо-востоке Ирана и ведущих преимущественно полукочевой образ жизни.
Общая численность аймаков около 1,6 млн человек.

## Название и этногенез
Общее название племён гибридное: дари چار‌ [ʧɒr] означает «четыре», а тюркское слово [ɑymɑq] происходит от монг. аймаг «племя». Выделяют соответственно четыре основные племенные группировки чараймаков: джемшиды, фирузкухи, таймани и теймури, разделяющиеся дальше на племена и роды. К чараймакам часто причисляют и пятое племя зури. В этногенезе чараймакских племён принимали участие пришлые монголы, тюрки и местные таджики. Монгольское влияние проявляется как в языке, так и физическом типе многих представителей племён.

## Расселение и религия
Описывая страну Кабул, Бабур пишет:

В Кабульской области живут различные племена. В долинах и равнинах живут аймаки, тюрки и арабы; в городе и некоторых деревнях живут сарты, в других деревнях и областях обитают [племена] Пашаи, Параджи, Таджики, Бирки и Афгани. В горах Газни живут племена Хазара и Никудери; среди хазарейцев и никудерийцев некоторые говорят на могольском языке.
Области обитания чараймаков представляет собой непригодные для земледелия горные или предгорные пустыни области Гор и солончаковые степи у солёных озёр вдоль ирано-афганской границы, окружающие персоязычные (дариязычные) густонаселённые оазисы таджиков (прежде всего оазис города Герат). Многие чараймаки до сих пор живут в юртообразных временных жилищах и кочуют вместе со своими стадами, в то же время наметился процесс оседания племён, некоторые из которых освоили пашенное земледелие.
- Джемшиды (Джамшиды, дари جمشیدی, ок. 112 тыс. в Афганистане, ок. 28 тыс. в Иране) населяют северные склоны гор Паропамиз между реками Кушка и Герируд на северо-западе афганских провинций Герат и Бадгис. По джемшидским преданиям, они происходят из Систана и ведут свой род от легендарного иранского царя Джамшида. Согласно мнению ряда исследователей, входят в число чараймакских племён, имеющих монгольское происхождение[4].
- Фирузкухи (дари فیروزکوهی, ок. 253 тыс. в Афганистане) населяют междуречье Герируда и Мургаба на востоке провинции Герат. По легенде переселены из Мазендерана, из крепости Фирузкух Тимуром. По другим предположениям этноним связан с Фирузкухом («победоносная гора») — столицей Гуридов в Горе. Исследователи отмечают, что характерным для фирузкухи является наличие сильного тюркско-монгольского суперстрата[5].
- Таймани (дари تیمنی, ок. 507 тыс. в Афганистане) проживают к юго-востоку от Герата в верховьях р. Фарахруд и к востоку от него в верховьях Герируда (провинция Гор). В формировании участвовали монгольские, тюркские, иранские компоненты. Согласно мнению ряда исследователей, имеют монгольское происхождение[4]. В состав таймани входят следующие этногруппы:
  - Кипчаки (Afghan Kypchaks) (дари قیپچاق) — тюркского происхождения;
  - Дурзаи (дари دورزای) — пуштунского происхождения.
- Теймури (дари تیموری, ок. 127 тыс. в Афганистане, ок. 184 тыс. в Иране) племя монгольского происхождения, обитает к югу от Герата вдоль ирано-афганской границы и около озера Намакзар. Этноним предположительно связан с Тимуром. По одной из легенд, теймури были подарены последним одному из его военачальников и вместе с ним попали в Герат.
- Аймак-хазара, (ок. 226 тыс. в Афганистане, ок. 7,500 в Таджикстане) племя хазарейского происхождения. Вследствие многовекового угнетения хазарейцев в Афганистане некоторые аймак-хазара классифицируются государством как таджики или персы, а не как чараймаки[6].

Наиболее сильный тюрко-монгольский субстрат демонстрируют теймури и аймак-хазара. Наименее тюркизированные группы — джемшиды и фирузкухи.
В противоположность шиитским оседлым фарсиванам Гератского региона и соседним хазарейцам чараймаки исповедуют суннитский ислам. В то же время в Иране большинство племенных групп обращено в шиизм.

## Язык
Диалекты чараймаков не подвергались основательному научному исследованию, но в целом характеризуются как принадлежащие персо-таджикскому континууму диалектов. В Афганистане их официально считают говорами языка дари.
Отмечается, что говоры джемшидов и, возможно, фирузкухов близки к южнотаджикским диалектам, а таймени — к гератским. Для всех чараймакских диалектов характерно наличие сильного тюрко-монгольского субстрата. Согласно БРЭ, чараймаки вплоть до XIX в. сохраняли монгольский язык.

## Известные чараймаки
- Абдул-Кадыр — афганский военачальник, министр обороны Афганистана (1978 и 1982—1984).